# Publicius Gellius
Publicius Gellius, möglicherweise auch Publius Gellius oder Publicola Gellius, war ein vorklassischer römischer Jurist. Nach Auskunft des Sextus Pomponius gehörte Publicius Gellius zu den Schülern des Servius Sulpicius Rufus.
Publicius Gellius entstammt dem Geschlecht der Gellier. Sein Pronomen gilt hingegen als falsch überliefert, da es sich bei Publicius ebenfalls um ein nomen gentile handelt. Es wurde daher vermutet, dass der Name mit Publicola Gellius zu rekonstruieren sei und der Jurist daher der Familie des Lucius Gellius Publicola angehörte und möglicherweise mit dessen gleichnamigen Sohn identisch war.